# توفيق بوعشرين
توفيق بوعشرين صحفي مغربي، ومدير جريدة أخبار اليوم كان رئيس تحرير يومية المساء المغربية، وقد قدم استقالته من الجريدة بسبب خلاف مهني مع مدير النشر رشيد نيني سنة 2008 .
عرفت جريدته «أخبار اليوم» تحسنا ملحوظا جعلها تقترب من مصاف صحف الطليعة، وذلك بحكم جمالية طباعتها ومضامينها الجادة والتحليلات الموثوق بها، ويشكل العمود اليومي لتوفيق بوعشرين في الجريدة كأحسن تحليل يومي.

## اعتقاله

### الاعتقال
اعتقل الصحافي توفيق بوعشرين يوم الجمعة 23 فبراير بعدما اقتحمت فرقة وطنية مكونة من 40 شرطيا مقر صحيفة أخبار اليوم المغربية وألقت القبض عليه؛ ثم تم إحالته على النيابة العامة يوم الإثنين الموافق لـ 26 فبراير 2018؛ وذلك في قضية شكايات قدمتها صحفيات تتعلق باعتداءات جنسية. 
نُشرت العديد من التقارير حول وضعية توفيق والسبب الحقيقي وراء اعتقاله؛ حيث أكدت العديد منها أن السبب المباشر هو الشكايات التي قُدمت في حقه للنيابة العامة من طرف صحفية كانت تعمل في موقع اليوم 24 والتي اتهمته باستغلالها جنسيا وقامت صحفية أخرى (لم يُكشف عن هويتها) بتقديم شكاية أيضا لنفس النيابة تتهمه أيضا بأنه استغلها جنسيا. 

## العفو الملكي
واستفاد من العفو الملكي توفيق بوعشرين، في مبادرة إنسانية بامتياز من العاهل المغربي يوم الإثنين 29 يوليوز 2024  العفو الملكي، بعدما استفاد من العفو الملكي الأخير الذي شمل 2476 شخصا بمناسبة الذكرى الـ25 لعيد العرش، وقال الصحفي توفيق بوعشرين في هذا الصدد، مدير يومية أخبار اليوم سابقا، بأنه يشكر الملك محمد السادس على العفو عليه وعلى عدة من صحفيين والمسجونين آخرين في قضايا مختلفة، وذلك بعد ان قضى حوالي سبع سنوات من السجن.

## ردود الفعل
خلف اعتقال توفيق بوعشرين موجة من ردود الفعل القوية في المغرب وخارجه؛ حيث تابعت قناة فرانس 24 حيثيات القضية منذ البداية كما سبق لقناة الجزيرة وأن أجرت معه حوار لفهم ما حصل؛ الأمور لم تقف عند هذا الحد بل تحرك مجموعة من الصحفيين والنشطاء في مجال حقوق الإنسان ثم أطلقوا هاشطاغ #الصحافة_ليست_جريمة تعبيرا عن تضامنهم المطلق واللامشروط مع توفيق ومع حرية الصحافة في المغرب وفي أفريقيا. 
شكلت ظروف الاعتقال (فرقة وطنية مكونة من 20 شرطيا للقبض على صحفي لم تثبت في حقه أي تهمة بعد) وتزامنها مع نشر توفيق لمقالات «تجرأ» فيها على العائلة المالكة في المغرب بالإضافة إلى اتهامه لوزير الصيد البحري عزيز أخنوش مصدرا للكثير من التحليلات؛ كما أن التهم الصادرة في حقه كانت كثيرة وبعضها متناقض وهي تتعلق بالاتجار بالبشر من خلال استغلال الحاجة والضعف واستعمال السلطة والنفوذ لغرض الاستغلال الجنسي عن طريق الاعتياد والتهديد بالتشهير، وارتكابه ضد شخصين مجتمعين، وهتك العرض بالعنف والاغتصاب ومحاولة الاغتصاب وجلب واستدراج أشخاص للبغاء، بينهم امرأة حامل، واستعمال وسائل للتصوير والتسجيل. 

### المحاكمة
إحالة توفيق للنيابة العامة ثم المحاكمة بعد أقل من ثلاث أيام من الاعتقال دفعت بالعديد من النشطاء وأعضاء هيئة الدفاع إلى التدخل مطالبين بإطلاق الصحفي أو على الأقل تمتيعه بكافة حقوقه التي يُخوله لها القانون؛ وكان محمد زيان عضو هيئة دفاع توفيق قد صرح متسائلا: «نتكلم عن الاغتصاب ولا توجد شهادة طبية! نتكلم عن الفساد ولا شكاية بالفساد! نتكلم عن الاقتصاص ولا شهادة! وبالتالي فالملف غير جاهز؟» وأضاف: «النيابة العامة خرقت أبسط حقوق الإنسان وهو الدفاع، وسنقوم باللازم إن لم توقف النيابة العامة الشطط.» 